# Robert Douglas
Robert Douglas de Glenbervie, 6° Baronete (1694 — 24 de abril de 1770) foi um notável genealogista escocês responsável por uma das principais obras sobre famílias escocesas, O baronato da Escócia.

## Obras
Sem nobreza escocesa substantiva tinha aparecido desde George Crawfurd de Douglas em 1716 emitindo em 1764 em um volume fólio de A Nobreza da Escócia; com uma dedicatória ao Conde de Morton e uma lista de assinantes pré-fixados. Em seu prefácio Douglas afirmou que ele tinha enviado a correções e adições uma cópia manuscrita de cada conta de um título de nobreza ao titular um de seus contemporâneos. Há referências na margem para o manuscrito e outras autoridades.